# Daniel Webster
Daniel Webster (Salisbury, 1782. január 18. – Marshfield, 1852. október 24.) az Amerikai Egyesült Államok Massachusetts államának szenátora.